# Caenohomalopoda nagaii
Caenohomalopoda nagaii är en stekelart som först beskrevs av Tachikawa 1978.  Caenohomalopoda nagaii ingår i släktet Caenohomalopoda och familjen sköldlussteklar. Inga underarter finns listade.